# Батынки
Батынки — деревня в Можайском районе Московской области в составе сельского поселения Горетовское. Численность постоянного населения по Всероссийской переписи 2010 года — 5 человек, в деревне числится 1 улица — Ивановская. До 2006 года Батынки входили в состав Глазовского сельского округа.
Деревня расположена на севере центральной части района, примерно в 23 км к северо-западу от Можайска, на безымянном левом притоке Москва-реки (впадает в Можайское водохранилище), высота центра над уровнем моря 193 м. Ближайшие населённые пункты — Мышкино на юго-западе, Бычково на юго-востоке и Демихово на западе. Через деревню проходит региональная автодорога 46Н-05488 Тетерино — Поречье.